# Перківка
Перкі́вка — село в Україні, у Старосалтівській селищній територіальній громаді Чугуївського району Харківської області. Населення становить 12 осіб. (2015 рік)

## Географія
Село Перківка розташоване на правому березі річки Хотімля, біля місця її впадіння в Печенізьке водосховище (річка Сіверський Донець), вище за течією за 2 км знаходиться село Паськівка, нижче за течією за 1 км — село Затока.

## Історія
12 червня 2020 року, відповідно до розпорядження Кабінету Міністрів України № 725-р «Про визначення адміністративних центрів та затвердження територій територіальних громад Харківської області», село увійшло до складу  Старосалтівської селищної громади.
19 липня 2020 року в результаті адміністративно-територіальної реформи та ліквідації Вовчанського району увійшло до Чугуївського району.

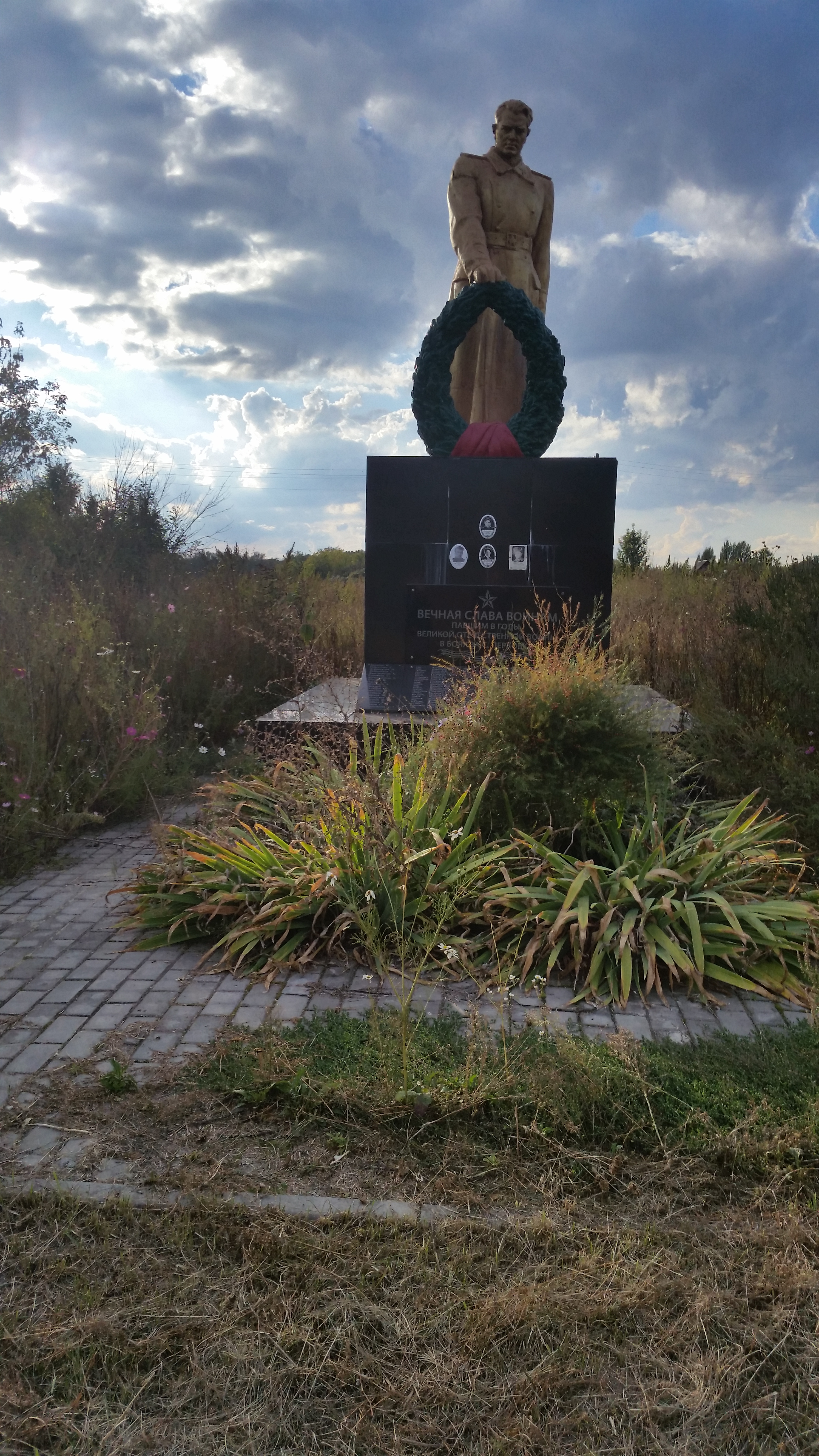
Братська могила радянських воїнів
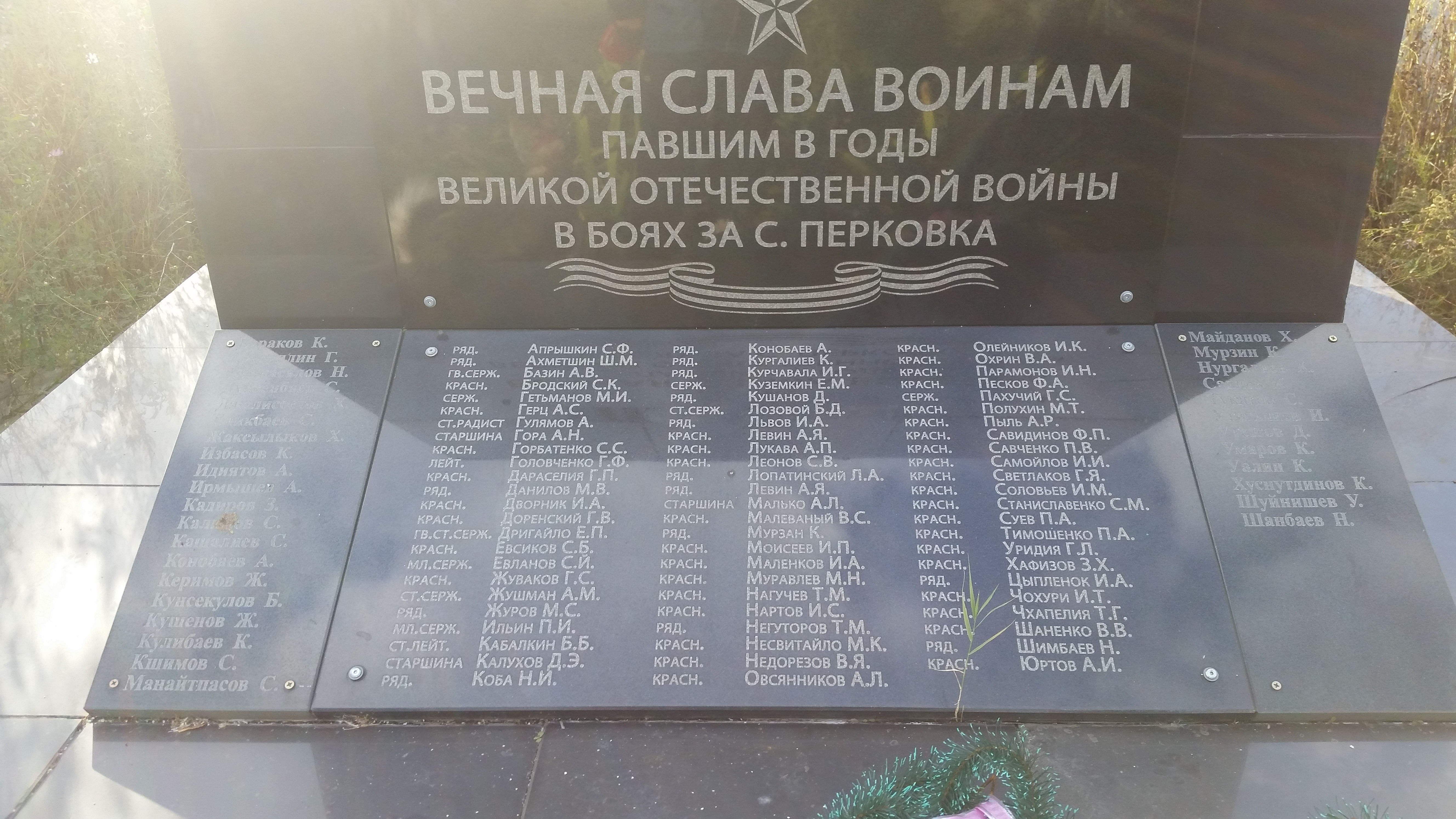
Братська могила радянських воїнів. Списки
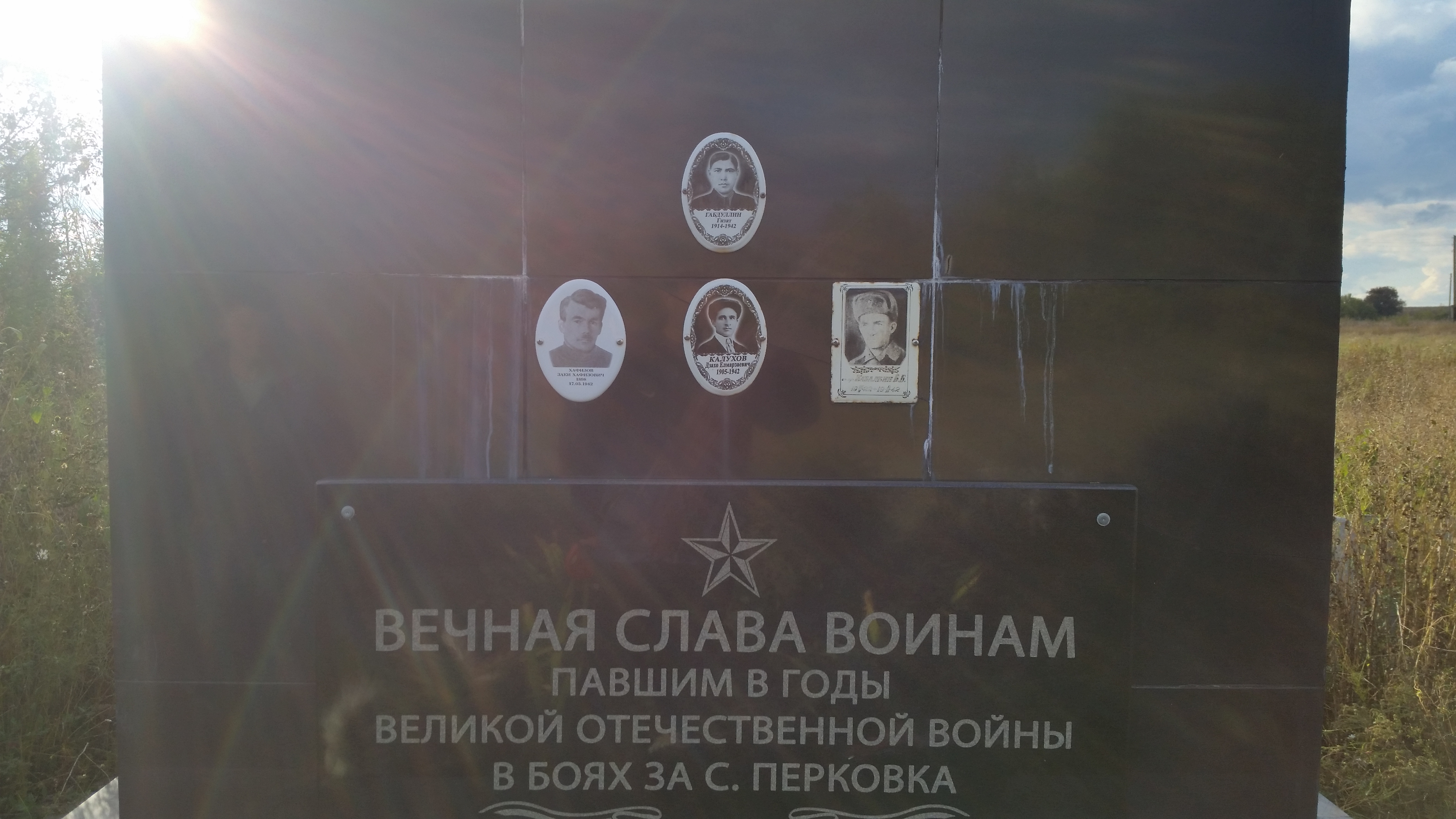
Братська могила. Фото воїнів